# (6850) 1981 QT3
A (6850) 1981 QT3 a Naprendszer kisbolygóövében található aszteroida. Henri Debehogne fedezte fel 1981. augusztus 28-án.